# تتشوویتسه
تتشوویتسه (به چکی: Tečovice) یک منطقهٔ مسکونی در جمهوری چک است که در ناحیه زلین واقع شده‌است. تتشوویتسه ۶٫۶۶ کیلومتر مربع مساحت و ۱٬۰۵۷ نفر جمعیت دارد.